# 佐伯蒲江テレビ中継局
佐伯蒲江テレビ中継局（さいきかまえテレビちゅうけいきょく）は、大分県佐伯市に置かれているテレビ中継局。

## 概要
- 当テレビ中継局は、佐伯市蒲江大字蒲江浦字井出ノ尻1248番1号の背平山に置かれ、旧南海部郡蒲江町域の一部へ電波を発射している。

## 送信施設概要

### 地上デジタルテレビ放送
- デジタル中継局は当初非該当であったが、2010年12月16日に開局した。

| リモコン キーID | 放送局名         | 局名       | 物理 チャンネル | 空中線電力          | 空中線電力          | ERP                 | ERP                 | 放送対象地域 | 放送区域 内世帯数 |
| リモコン キーID | 放送局名         | 局名       | 物理 チャンネル | 2011年 7月24日 まで | 2011年 7月25日 以降 | 2011年 7月24日 まで | 2011年 7月25日 以降 | 放送対象地域 | 放送区域 内世帯数 |
| --------------- | ---------------- | ---------- | --------------- | ------------------- | ------------------- | ------------------- | ------------------- | ------------ | ----------------- |
| 1               | NHK 大分総合     | NHK蒲江DG  | 39ch            | 300mW （0.3W）      | 3W                  | 1.35W               | 13.5W               | 大分県       | 890世帯           |
| 2               | NHK 大分教育     | NHK蒲江DE  | 52ch            | 300mW （0.3W）      | 3W                  | 1.35W               | 13.5W               | 全国         | 890世帯           |
| 3               | OBS 大分放送     | OBS蒲江DTV | 22ch            | 300mW （0.3W）      | 3W                  | 1.4W                | 14W                 | 大分県       | 890世帯           |
| 4               | TOS テレビ大分   | TOS蒲江DTV | 34ch            | 300mW （0.3W）      | 3W                  | 1.35W               | 13.5W               | 大分県       | 890世帯           |
| 5               | OAB 大分朝日放送 | 非該当     | 非該当          | 非該当              | 非該当              | 非該当              | 非該当              | 非該当       | 非該当            |

- 2010年11月12日に予備免許交付、11月16日から12月15日まで試験放送実施、12月10日に本免許交付、12月16日から本放送開始。
- OABは、非該当である。よって、周辺地域の中継局からの電波を高感度アンテナを使って受信（佐伯市内には佐伯中継局、三重中継局=ともに物理ch18・10Wがある）、もしくはケーブルテレビに加入しなければならない。さらには愛媛朝日テレビを高感度アンテナを使って受信する手法もある。

### 地上アナログテレビ放送
| 放送局名      | チャンネル | オフセットの有無 | 空中線電力       | ERP               | 放送対象地域 | 放送区域内世帯数 |
| ------------- | ---------- | ---------------- | ---------------- | ----------------- | ------------ | ---------------- |
| NHK大分総合   | 1ch        | なし             | 映像30W/音声7.5W | 映像170W /音声43W | 大分県       | 不明             |
| NHK大分教育   | 3ch        | なし             | 映像30W/音声7.5W | 映像170W /音声43W | 全国         | 不明             |
| OBS大分放送   | 5ch        | -10kHz           | 映像10W/音声2.5W | 映像65W /音声16W  | 大分県       | 不明             |
| TOSテレビ大分 | 11ch       | なし             | 映像10W/音声2.5W | 映像63W/音声16W   | 大分県       | 不明             |

- OABは中継局を置いていないため、ケーブルテレビ再放送か、直接受信の場合は周辺地域の中継局（佐伯市内には三重中継局（ch21）、佐伯中継局（ch31）（いずれも出力100w）があった）、または対岸の愛媛・eatを受信していた。
- 全局VHFでの送信。TOSでは津久見南テレビ中継局も11chで送信。なお、大分県外では長野県山ノ内テレビ中継局と山口県むつみテレビ中継局及び香川県塩江中継局も全局VHF送信による中継局を置いているが、山ノ内テレビ中継局以外は、一部放送局が中継局を設置していない。また、フジテレビ系列局で11chを使用するのは、県外では福島テレビの福島送信所と富岡中継局及び田島中継局の計5局のみ。